# 時枝里好
時枝 里好（ときえだ りよ）は、日本で活動しているミュージカル女優である。大阪府高槻市出身。劇団四季所属。

## 来歴
高槻市立南平台小学校、高槻市立阿武野中学校、大阪府立茨木高等学校を卒業後、神戸大学発達科学部人間表現学科音楽表現論コースに入学。
大学では競技ダンス部に所属。また在学中、2006年に第37期サンテレビガールズのメンバーになる。他にもコンクールなどに出場し、生田教室でアナウンスを学び、さらにソプラノ歌手として活動していた。
2008年3月に大学を卒業。翌4月に劇団四季研究所へ入所し、『人間になりたがった猫』全国公演のアンサンブル役で四季への初舞台出演を果たした。

## 人物
関西出身で阪神タイガースの大ファンである。

## 出演
- 人間になりたがった猫（アンサンブル）
- 夢から醒めた夢（アンサンブル）
- 美女と野獣（アンサンブル）
- 鹿鳴館（大山巌夫人/捨松）
- 嵐の中の子どもたち（フローラ）
- オンディーヌ（アンサンブル）
- はだかの王様（王女サテン）
- ライオン・キング（アンサンブル）
- 桃次郎の冒険（アンサンブル）
- リトル・マーメイド（アラーナ）（アクァータ）
- マンマ・ミーア!（アンサンブル）
- オペラ座の怪人（アンサンブル）
- キャッツ（ジェリーロラム＝グリドルボーン）
- ノートルダムの鐘（アンサンブル）
- バケモノの子（蓮の母）[2]